# 日本グランプリ (ロードレース)
日本グランプリ（にっぽんグランプリ、にほんグランプリ、Grand Prix of Japan ）は、日本で開催されるオートバイレースの名称である。

## 概要
1963年に第1回の世界選手権日本グランプリが鈴鹿サーキットで開催された。その後富士スピードウェイでの開催も含め1967年までに5回開催された。
1987年に世界選手権が再び開催されるまでは、全日本ロードレース選手権の鈴鹿サーキットで開催されるラウンドの年間1戦のみに「日本グランプリ」の名称が使われ、1970年代はシーズン中盤、80年代に入りシリーズ最終戦として開催された。通常ラウンドと違い、「日本グランプリ」は獲得した選手権ポイントに3ポイントが加算される特別なラウンドとされていた（1986年まで）。
1987年に再び鈴鹿サーキットでロードレース世界選手権の日本グランプリが開催されるようになり（同年にはF1日本グランプリも開催されるようになった）、以後鈴鹿サーキットではWGP/MotoGPとF1、両最高峰レースを開催するようになる。
1999年よりツインリンクもてぎと鈴鹿サーキットの隔年開催となる。しかし初開催されたツインリンクもてぎでの開催実績が良かったことから日本で年2回開催になり、2000年より春に日本グランプリが鈴鹿で、秋にパシフィックグランプリがもてぎで開催されるようになった。この2000年の日本グランプリでは地元日本勢が125ccが1位宇井陽一、2位上田昇、3位東雅雄、250ccが1位加藤大治郎、2位宇川徹、3位中野真矢、500ccが1位阿部典史、3位岡田忠之と、表彰台計9ポジションのうち8ポジションを独占する快挙を成し遂げている。特に250ccは3人が絡み合うようにチェッカーを受け、1位から3位までがわずか0秒231（4位のオリビエ・ジャックは約15秒離されている）という大会史に残る大接戦であった。
しかし2003大会で、MotoGPクラスで加藤大治郎の死亡事故や、アレックス・バロスやマルコ・メランドリが大怪我を負う事故が相次いだことから鈴鹿サーキットの安全性が問われ、2004年以降の同サーキットでの開催が中止、ツインリンクもてぎでの開催が日本グランプリとなっている。なお現状鈴鹿サーキットがMotoGPセーフティー・コミッション（この2003年の事故を契機として、MotoGP参加ライダーを中心に構成された安全委員会）の求める項目を満たすにはスペース的な問題で実現がかなり困難である上、この年にFIMのグレードA認定が取り消され、グレードB認定サーキットとなった為（MotoGPの開催にはFIMグレードA認定が必要。2011年現在日本でグレードA認定を受けているサーキットはツインリンクもてぎのみである）鈴鹿サーキットでの日本GP開催は現状ほぼ不可能な状況であるといえる。
2010年大会は、当初の予定では4月23日 - 25日に第2戦として開催予定だったが、アイスランドのエイヤフィヤットラヨークトルの噴火によって大規模な空路封鎖が発生し、ライダーやチーム関係者の移動が困難になったため、10月1日 - 3日に開催が延期された。
翌2011年の大会は4月22日 - 24日に第3戦として開催予定だったが、東日本大震災の影響で9月30日 - 10月2日に延期された。福島第一原発事故による放射線の影響を警戒するライダーが多く一時は開催が不安視されたが、FIMがイタリアの第三者機関に委託した調査の結果、放射能の危険は無視できる程度であると報告され、最終的にはほぼ全てのライダーが参戦し無事開催された。
2020年の大会は新型コロナウイルス感染症の流行の影響で、ドルナ社は欧州開催に集中するため主催者は中止を決断。2021年も新型コロナウイルスを理由として、2年続いての開催中止となった。なお2022年3月にツインリンクもてぎは「モビリティリゾートもてぎ」に名称が変更されたため、結果的に「ツインリンクもてぎ」での日本グランプリ開催は2019年大会が最後となった。
2022年大会は台風接近により一時開催が危ぶまれたものの、「モビリティリゾートもてぎ」初の日本グランプリとして3年ぶりに開催され、Moto2クラスの小椋藍が日本人ライダーとして16年ぶりの母国優勝を飾った。

## 歴代日本グランプリ優勝者

### 第1回~第6回 (1962年-1968年)
- 地の色がピンク色の部分はノンタイトル

| 年     | サーキット | 50cc                     | 125cc                    | 250cc                    | 350cc                        | 結果 |
| ------ | ---------- | ------------------------ | ------------------------ | ------------------------ | ---------------------------- | ---- |
| 1962年 | 鈴鹿       | T.ロブ（ホンダ）         | T.ロブ（ホンダ）         | J.レッドマン（ホンダ）   | J.レッドマン（ホンダ）       | 詳細 |
| 1963年 | 鈴鹿       | L.タベリ（ホンダ）       | F.ペリス（スズキ）       | J.レッドマン（ホンダ）   | J.レッドマン（ホンダ）       | 詳細 |
| 1964年 | 鈴鹿       | R.ブライアンズ（ホンダ） | E.デグナー（スズキ）     | J.レッドマン（ホンダ）   | J.レッドマン（ホンダ）       | 詳細 |
| 1965年 | 鈴鹿       | L.タベリ（ホンダ）       | H.アンダーソン（スズキ） | M.ヘイルウッド（ホンダ） | M.ヘイルウッド（MVアグスタ） | 詳細 |
| 1966年 | 富士       | 片山義美（スズキ）       | B.アイビー（ヤマハ）     | 長谷川弘（ヤマハ）       | P.リード（ヤマハ）           | 詳細 |
| 1967年 | 富士       | 伊藤光夫（スズキ）       | B.アイビー（ヤマハ）     | R.ブライアンズ（ホンダ） | M.ヘイルウッド（ホンダ）     | 詳細 |
| 1968年 | 富士       | 開催キャンセル           | 開催キャンセル           | 開催キャンセル           | 開催キャンセル               |      |

### 全日本選手権時代 (1969年-1986年)
| 年     | 決勝日   | 開催地 | 総合優勝                     | 車両                         |
| ------ | -------- | ------ | ---------------------------- | ---------------------------- |
| 1969年 | 10月1日  | 鈴鹿   | 隅谷守男                     | ホンダ・CB350                |
| 1970年 | 10月25日 | 鈴鹿   | 糟野雅治                     | ヤマハ・DS6                  |
| 1971年 | 10月17日 | 鈴鹿   | 金谷秀夫                     | ヤマハ・RX350                |
| 1972年 | 10月15日 | 鈴鹿   | 隅谷守男                     | ホンダ・CB500改              |
| 1973年 | 10月21日 | 鈴鹿   | 片山敬済                     | ヤマハ・TZ350                |
| 1974年 | 10月13日 | 鈴鹿   | 本橋明泰                     | ヤマハ・YZR500               |
| 1975年 | 10月12日 | 鈴鹿   | 金谷秀夫                     | ヤマハ・YZR500               |
| 1976年 | 10月10日 | 鈴鹿   | 高井幾次郎                   | ヤマハ・YZR750               |
| 1977年 | 9月11日  | 鈴鹿   | 金谷秀夫                     | ヤマハ・YZR750               |
| 1978年 | 9月10日  | 鈴鹿   | 高井幾次郎                   | ヤマハ・YZR750               |
| 1979年 | 9月9日   | 鈴鹿   | 金谷秀夫                     | ヤマハ・YZR750               |
| 1980年 | 9月14日  | 鈴鹿   | 高井幾次郎                   | ヤマハ・YZR500               |
| 1981年 | 4月19日  | 鈴鹿   | 水谷勝                       | スズキ・RG500                |
| 1982年 | 9月12日  | 鈴鹿   | 台風18号による荒天のため中止 | 台風18号による荒天のため中止 |
| 1983年 | 9月11日  | 鈴鹿   | フレディ・スペンサー         | ホンダ・NS500                |
| 1984年 | 9月9日   | 鈴鹿   | 平忠彦                       | ヤマハ・YZR500               |
| 1985年 | 9月8日   | 鈴鹿   | ワイン・ガードナー           | ホンダ・NSR500               |
| 1986年 | 9月14日  | 鈴鹿   | 平忠彦                       | ヤマハ・YZR500               |

- 1987年からはMFJグランプリとして開催。

### ロードレース世界選手権カレンダー復帰後 (1987年-)
| 年     | サーキット | 125cc                                  | 250cc                                    | 500cc                                      | 結果 |
| ------ | ---------- | -------------------------------------- | ---------------------------------------- | ------------------------------------------ | ---- |
| 1987年 | 鈴鹿       |                                        | 小林大（ホンダ）                         | ランディ・マモラ（ヤマハ）                 | 詳細 |
| 1988年 | 鈴鹿       |                                        | アントン・マンク（ホンダ）               | ケビン・シュワンツ（スズキ）               | 詳細 |
| 1989年 | 鈴鹿       | エツィオ・ジャノーラ（ホンダ）         | ジョン・コシンスキー（ヤマハ）           | ケビン・シュワンツ（スズキ）               | 詳細 |
| 1990年 | 鈴鹿       | ハンス・スパーン（ホンダ）             | ルカ・カダローラ（ヤマハ）               | ウェイン・レイニー（ヤマハ）               | 詳細 |
| 1991年 | 鈴鹿       | 上田昇（ホンダ）                       | ルカ・カダローラ（ホンダ）               | ケビン・シュワンツ（スズキ）               | 詳細 |
| 1992年 | 鈴鹿       | ラルフ・ウォルドマン（ホンダ）         | ルカ・カダローラ（ホンダ）               | ミック・ドゥーハン（ホンダ）               | 詳細 |
| 1993年 | 鈴鹿       | ダーク・ラウディス（ホンダ）           | 原田哲也（ヤマハ）                       | ウェイン・レイニー（ヤマハ）               | 詳細 |
| 1994年 | 鈴鹿       | 辻村猛（ホンダ）                       | 岡田忠之（ホンダ）                       | ケビン・シュワンツ（スズキ）               | 詳細 |
| 1995年 | 鈴鹿       | 青木治親（ホンダ）                     | ラルフ・ウォルドマン（ホンダ）           | ダリル・ビーティー（スズキ）               | 詳細 |
| 1996年 | 鈴鹿       | 徳留真紀（アプリリア）                 | マックス・ビアッジ（アプリリア）         | 阿部典史（ヤマハ）                         | 詳細 |
| 1997年 | 鈴鹿       | 上田昇（ホンダ）                       | 加藤大治郎（ホンダ）                     | ミック・ドゥーハン（ホンダ）               | 詳細 |
| 1998年 | 鈴鹿       | 坂田和人（アプリリア）                 | 加藤大治郎（ホンダ）                     | マックス・ビアッジ（ホンダ）               | 詳細 |
| 1999年 | もてぎ     | 東雅雄（ホンダ）                       | 中野真矢（ヤマハ）                       | ケニー・ロバーツ Jr.（スズキ）             | 詳細 |
| 2000年 | 鈴鹿       | 宇井陽一（デルビ）                     | 加藤大治郎（ホンダ）                     | 阿部典史（ヤマハ）                         | 詳細 |
| 2001年 | 鈴鹿       | 東雅雄（ホンダ）                       | 加藤大治郎（ホンダ）                     | バレンティーノ・ロッシ（ホンダ）           | 詳細 |
| 年     | サーキット | 125cc                                  | 250cc                                    | MotoGP                                     | 結果 |
| 2002年 | 鈴鹿       | アルノー・ヴァンサン（アプリリア）     | 宮崎敦（ヤマハ）                         | バレンティーノ・ロッシ（ホンダ）           | 詳細 |
| 2003年 | 鈴鹿       | ステファノ・ペルジーニ（アプリリア）   | マヌエル・ポジャーリ（アプリリア）       | バレンティーノ・ロッシ（ホンダ）           | 詳細 |
| 2004年 | Motegi     | アンドレア・ドヴィツィオーゾ（ホンダ） | ダニ・ペドロサ（ホンダ）                 | 玉田誠（ホンダ）                           | 詳細 |
| 2005年 | Motegi     | ミカ・カリオ（KTM）                    | 青山博一（ホンダ）                       | ロリス・カピロッシ（ドゥカティ）           | 詳細 |
| 2006年 | Motegi     | ミカ・カリオ（KTM）                    | 青山博一（KTM）                          | ロリス・カピロッシ（ドゥカティ）           | 詳細 |
| 2007年 | Motegi     | マティア・パシーニ（アプリリア）       | ミカ・カリオ (KTM)                       | ロリス・カピロッシ（ドゥカティ）           | 詳細 |
| 2008年 | Motegi     | ステファン・ブラドル（アプリリア）     | マルコ・シモンチェリ（ジレラ）           | バレンティーノ・ロッシ（ヤマハ）           | 詳細 |
| 2009年 | Motegi     | アンドレア・イアンノーネ（アプリリア） | アルバロ・バウティスタ（アプリリア）     | ホルヘ・ロレンソ（ヤマハ）                 | 詳細 |
| 年     | サーキット | 125cc                                  | Moto2                                    | MotoGP                                     | 結果 |
| 2010年 | もてぎ     | マルク・マルケス（デルビ）             | トニ・エリアス（モリワキ）               | ケーシー・ストーナー（ドゥカティ）         | 詳細 |
| 2011年 | もてぎ     | ヨハン・ザルコ（デルビ）               | アンドレア・イアンノーネ（スッター）     | ダニ・ペドロサ（ホンダ）                   | 詳細 |
| 年     | サーキット | Moto3                                  | Moto2                                    | MotoGP                                     | 結果 |
| 2012年 | もてぎ     | ダニー・ケント (KTM)                   | マルク・マルケス（スッター）             | ダニ・ペドロサ（ホンダ）                   | 詳細 |
| 2013年 | もてぎ     | アレックス・マルケス (KTM)             | ポル・エスパルガロ（カレックス）         | ホルヘ・ロレンソ（ヤマハ）                 | 詳細 |
| 2014年 | もてぎ     | アレックス・マルケス（ホンダ）         | トーマス・ルティ（スッター）             | ホルヘ・ロレンソ（ヤマハ）                 | 詳細 |
| 2015年 | もてぎ     | ニッコロ・アントネッリ（ホンダ）       | ヨハン・ザルコ（カレックス）             | ダニ・ペドロサ（ホンダ）                   | 詳細 |
| 2016年 | もてぎ     | エネア・バスティアニーニ（ホンダ）     | トーマス・ルティ（カレックス）           | マルク・マルケス（ホンダ）                 | 詳細 |
| 2017年 | もてぎ     | ロマーノ・フェナティ（ホンダ）         | アレックス・マルケス（カレックス）       | アンドレア・ドヴィツィオーゾ（ドゥカティ） | 詳細 |
| 2018年 | もてぎ     | マルコ・ベッツェッキ(KTM)              | フランチェスコ・バニャイア（カレックス） | マルク・マルケス（ホンダ）                 | 詳細 |
| 2019年 | もてぎ     | ロレンツォ・ダッラ・ポルタ（ホンダ）   | ルカ・マリーニ（カレックス）             | マルク・マルケス（ホンダ）                 | 詳細 |
| 2022年 | もてぎ     | イサン・ゲバラ（ガスガス）             | 小椋藍（カレックス）                     | ジャック・ミラー（ドゥカティ）             | 詳細 |
| 2023年 | もてぎ     | ジャウマ・マシア（ホンダ）             | ソムキアット・チャントラ（カレックス）   | ホルヘ・マルティン（ドゥカティ）           | 詳細 |
| 2024年 | もてぎ     | ダビド・アロンソ（CFモト）             | マヌエル・ゴンサレス（カレックス）       | フランチェスコ・バニャイア（ドゥカティ）   | 詳細 |

## 日本GPが開催されたサーキット

モビリティリゾートもてぎ(旧ツインリンクもてぎ) 北緯36度32分1秒 東経140度13分45秒 / 北緯36.53361度 東経140.22917度
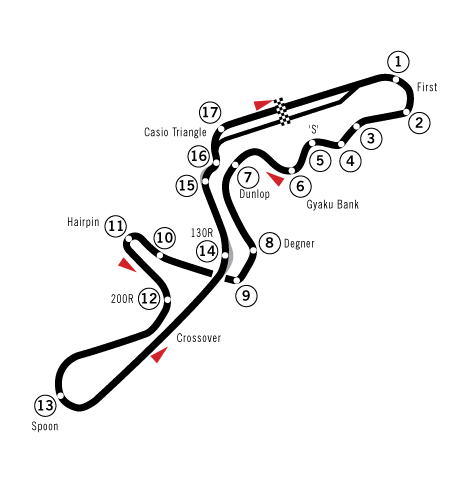
鈴鹿サーキット 北緯34度50分38秒 東経136度32分4秒 / 北緯34.84389度 東経136.53444度
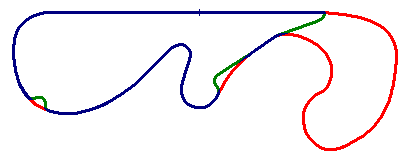
富士スピードウェイ
北緯35度22分18秒 東経138度55分36秒 / 北緯35.37167度 東経138.92667度